# Five Nights at Freddy’s (Computerspielreihe)
Five Nights at Freddy’s (deutsch etwa: Fünf Nächte bei Freddy’s; oft mit FNAF bzw. FNaF abgekürzt) ist eine Point-and-Click-Computerspiel-Serie aus dem Themenfeld des Survival-Horror. Sie basiert auf einer Idee des Independent-Spieleentwicklers Scott Cawthon, der die Spiele selbst programmiert und über die Internet-Vertriebsplattformen Desura und Steam seit dem 8. August 2014 veröffentlicht. Die Spieleserie erschien für Geräte mit Windows, iOS, Android und Windows Phone und ist auch auf Nintendo Switch, Xbox One, Xbox Series, PlayStation 4 und PlayStation 5 erhältlich.

## Handlung
Die Five-Nights-at-Freddy’s-Serie bietet eine komplexe und vielschichtige Hintergrundgeschichte, die sich erst nach und nach, mit den einzelnen Episoden, aufklärt. Generell gibt es immer viel Raum für Spekulation, was das Entstehen von unzähligen Fantheorien zur Folge hat. Auch von offizieller Seite werden nur sehr wenige Fakten des Spielplots bestätigt. Beim Spielen der einzelnen Teile ist die chronologische Reihenfolge nicht immer ganz klar, was unter anderem zu vielen verschiedenen Interpretationsmöglichkeiten der Handlung beiträgt. Außerdem werden dem Spieler nur sehr wenige Bestandteile der Handlung direkt erklärt, das meiste muss sich erschlossen werden. Im Folgenden wird die Hintergrundgeschichte in chronologisch richtiger Reihenfolge wiedergegeben.
In den frühen 1980er Jahren gründete der geniale Erfinder William Afton das Unternehmen Fazbear Entertainment. Zusammen mit seinem damaligen guten Freund und Geschäftspartner Henry Emily erschuf er die ersten, hochmodernen Animatronics in seiner privaten Fabrik Afton Robotics. Die Animatronics wurden an private Franchise-Pizzerien vermietet, wo sie für die Besucher (hauptsächlich Kinder) singen, bedienen und musizieren sollten. Die Figuren waren äußerst beweglich und konnten sogar durch die Lokale laufen. Afton verfeinerte ihre Technik, sodass später schlanke Darsteller in die Figuren hineinschlüpfen und wie Maskottchen mit den Besuchern interagieren konnten. Außerdem baute er in ihre Server eine futuristische Gesichtserkennungssoftware ein, damit die Animatronics potenzielle Kriminelle erkennen und per Polizeifunk sofort melden konnten.
Aber schon bald kam es zu ersten Zwischenfällen: mehrfach wurden Darsteller in den Spezialkostümen lebensgefährlich verletzt (s. Springlockfehler bei Afton). In den Lokalen, welche die Animatronics gemietet hatten, verschwanden mehrere Kinder. Den Besuchern fiel bald auf, dass aus einigen Puppen Blut und Körpergewebe quoll und dass ein fürchterlicher Gestank von ihnen ausging. Schließlich schaltete sich auch das Gesundheitsamt ein, das den jeweiligen Lokalbesitzern damit drohte, die Betriebe zu schließen, sollten sich die Zustände nicht bald bessern. Außerdem fingen die Animatronics an, erwachsene Besucher anzustarren und sogar zu bedrohen.
Einige Zeit später wurde Emilys Tochter Charlotte während einer Geburtstagsfeier vor dem Lokal Freddy Fazbear’s Pizza ausgesperrt und von einem Unbekannten in lilafarbener Darstellung (der sogenannte „Purple Guy“) getötet. Ihr Geist fuhr daraufhin in die Figur The Puppet/Marionette. Danach häuften sich paranormale Vorfälle in den Lokalen und es verschwanden mehrere Nachtwächter. Wenige Zeit später starb Aftons Tochter Elizabeth: obwohl William seiner Tochter es ausdrücklich verboten hatte, war Elizabeth dem Animatronic Circus Baby zu nahegekommen. Circus Baby tötete das Kind mittels eines starken, mechanischen Greifarms, der die kleine Afton in den Bauchraum des Roboters zog. Ihr Geist ergriff zunächst Besitz von Baby und übernahm schließlich die Kontrolle über die gesamte Fabrik Afton Robotics, um sich einen eigenen Animatronic zu bauen.
In der Zwischenzeit wurde Afton selber durch ein Spezialkostüm getötet. Er hatte versucht, sämtliche Animatronics im Lokal zu zerstören. Dabei entließ er jedoch die erbosten Geister der bisher getöteten Kinder. Sie drängten ihn in einen Geheimraum, in dem er jahrelang das Spezialkostüm Springbonnie, eine Variante von der originalen Bonnie aufbewahrt hatte, um den Kindergeistern Angst einzujagen und sie zu vertreiben. Bei dem Versuch, sich in dem Kostüm zu verstecken, versagte die Mechanik und ein sogenannter Springlock-Fehler widerfuhr Afton:
Spezielle Animatronics wie Springbonnie besitzen zwei Modi, das Bedienen durch einen Menschen im Inneren (wie oben angesprochen) oder die Benutzung durch den Roboter selbst. Bei der zweiten Option sind die Springfedern im Inneren ausgefahren, wenn eine Person das Kostüm benutzen will, kann ebendiese Vorrichtung zurückgefahren werden. Allerdings können durch Faktoren wie Feuchtigkeit, Alter oder Erschütterung die Federn versehentlich auslösen und den Menschen innerhalb durchbohren. Dies war der Firma vermutlich bekannt, das Risiko wurde aber in Kauf genommen. Als Afton nun in das Kostüm kletterte, lösten sich die Metallteile, da es in dem Raum feucht und Springbonnie schon mehrere Jahre unbenutzt war. Aftons gesamter Körper, auch z. B. seine Lungenflügel, wurden von den Springlocks schlagartig durchbohrt und er starb qualvoll an Blutverlust bzw. Organversagen.
Sein eigener Geist fuhr daraufhin in das Kostüm, das er nun Springtrap nannte. Als der Animatronic aufgefunden und in die Geisterbahn Fredbear’s Fright – The Horror Attraction gebracht wurde, nutzte Afton einen schweren Brand, um zu entkommen.
In dem sechsten Spieleteil, Five Nights at Freddy’s – Freddy Fazbear’s Pizzeria Simulator enthüllt der (namenlose) Protagonist ein schockierendes Geheimnis um die Animatronics:
William Afton ist der Kindermörder, der während der vergangenen Ereignisse am Werk gewesen ist, und hatte offenbar all seine Figuren von Anfang nur dazu erschaffen, um Kinder wegzulocken, zu töten und ihre Leichen darin zu verstecken. Er ist der "Purple Guy" und zentraler Hauptantagonist der gesamten Spielereihe. Afton hat eine sadistische Ader und wird als das pure Böse (Inkarnation) dargestellt. Er handelt empathielos, ohne jegliches Gewissen und zeigt keine Reue über seine Taten. Sogar das Risiko, dass Elizabeth Afton durch Circus Baby getötet werden kann (was ja auch geschieht), nimmt er bereitwillig in Kauf. Aftons Hauptziel ist es, unsterblich zu werden, was durch die Kinderseelen beeinflusstes Metall funktionieren soll (sogenanntes "Remnant").
Als Emily dahinter kommt, manipuliert Afton das Spezialkostüm „Fredbear“ (das Vorläufermodell von „Freddy“) und Henry kommt darin um. Was Afton hingegen nicht bedacht hatte, war, dass die Geister der Kinder in die Figuren fahren würden. Der Protagonist (in respektive, der Spieler) gründet nun ein eigenes Lokal mit labyrinthartig drumherum führenden Korridoren, in das er „Circus Baby“, „The Puppet“, „Springtrap“ und „Ennard“ hineinlockt, durch einen gezielten Großbrand zerstört und so die letzten gefangenen Seelen befreit. Der Protagonist kommt dabei ums Leben.
Five Nights at Freddy’s VR: Help Wanted spielt in einem anderen Universum. Dort versucht Fazbear Entertainment seinen guten Ruf wiederherzustellen. Es verarbeitet die bisherigen Ereignisse zu einem Virtual‐Reality‐Spiel namens The Freddy Fazbear Virtual Experience, um sie damit ins Lächerliche zu ziehen. Während der Entwicklung des Spiels kommt es jedoch zu weiteren außergewöhnlichen Vorfällen.

## Spielmechanik

### Steuerung
Five Nights at Freddy’s kann sowohl auf Windows-PCs, Android-fähigen Geräten, iOS-Geräten, Nintendo Switch, PlayStation 4 und Xbox One gespielt werden. Die Steuerung findet unter Windows per Mausklick und Tastatur statt, unter Android, iOS und Windows Phone per Touchscreen und auf den Konsolen mit den jeweiligen Knöpfen bzw. Tasten.

### Allgemein
Five Nights at Freddy’s gehört dem Genre des Survival Horrors an. Der Spieler soll nicht nur durch Jump-Scares erschreckt, sondern auch durch das gezielte und geschickte Schüren von Angst und Paranoia herausgefordert und unterhalten werden. Ziel des Spiels ist es zunächst, alle fünf Hauptnächte zu überleben. Ist der Spieler erfolgreich und hat er alle fünf Nächte überstanden, bekommt er in den ersten beiden Spielen einen Lohnscheck überreicht – allerdings mit der Aufforderung, nächste Woche wieder zu erscheinen. In den folgenden vier Spielen werden daraufhin handlungsrelevante Zwischensequenzen gezeigt.
Gespielt wird im Einzelspielermodus aus der Ich-Perspektive. Der Spieler befindet sich an einem zentralen Ort des Gebäudes, von dem aus er das Geschehen steuert. In den ersten drei Teilen und Pizzeria Simulator ist dies ein Büro, und in Five Nights at Freddy’s 4 ein Schlafzimmer. Sister Location ist die einzige Ausnahme, hier kann sich der Spieler relativ frei durch das Gebäude bewegen. Die ersten drei Teile stellen dem Spieler außerdem einen Monitor zur Verfügung, der mit Überwachungskameras in der ganzen Einrichtung verbunden ist. So können die Animatronics beobachtet werden. Ansonsten ist die Sicht des Spielers auf das Büro und seine direkte Umgebung beschränkt, er kann seine Räumlichkeit nicht verlassen.
Jede Nachtschicht beginnt um 12:00 Uhr Mitternacht und endet um 06:00 Uhr morgens. Die Länge dieser „Nächte“ in Realzeit variiert zwischen den verschiedenen Spielen, senkt sich im Schnitt aber über den Verlauf der Reihe immer weiter ab. Im ersten Spiel dauert eine Nacht 8 Minuten und 40 Sekunden in der PC‐Version, eine einzelne Stunde währt etwa 95 Sekunden. Dies gilt allerdings nicht für die Android-, Windows-Phone- und iOS-Versionen. Dort sind es nur 5 Minuten und 45 Sekunden pro Nacht. In Five Nights at Freddy’s 3 dauert eine Nacht 5 Minuten und 48 Sekunden. Im Ableger Ultimate Custom Night sind es nur 4 Minuten und 30 Sekunden.
Das Ziel des Spielers ist es, unbeschadet durch die Nacht zu kommen. Dazu müssen die Animatronics unter Zuhilfenahme der durch das jeweilige Spiel bereitgestellten Mechanismen davon abgehalten werden, den Spieler zu erreichen. Diese Mechanismen sind in Five Nights at Freddy’s Türen, Flurlichter und der Monitor, in Five Nights at Freddy’s 2 eine Taschenlampe, der Monitor, eine Musikbox, eine Freddy Fazbear‐Maske und Türen, in Five Nights at Freddy’s 3 der Monitor und eine Möglichkeit Audios abzusetzen, und in Five Nights at Freddy’s 4 Türen und eine Taschenlampe. Five Nights at Freddy’s: Sister Location lässt den Spieler im Verlauf der Handlung auf mehrere Animatronics treffen, die jeweils auf völlig unterschiedliche Weise abgewehrt werden müssen. In Freddy Fazbear’s Pizzeria Simulator stehen dem Spieler erneut ein Audiosystem, ein Bewegungsdetektor, eine stille Ventilation, die Fähigkeit sich umzuschauen sowie die Möglichkeit seine Ventilation und seinen Computer auszuschalten zur Verfügung. Ultimate Custom Night hat eine besonders hohe Zahl verschiedener Abwehrmöglichkeiten, darunter die meisten der bisherigen Spiele, von denen viele aber nur auf einen oder eine kleine Gruppe von Animatronics anschlagen. Mit Ausnahme von Pizzeria Simulator hat in allen Teilen jeder Animatronic ein eigenes Bewegungsmuster und unterschiedliche notwendige Abwehrmaßnahmen.
Der Spieler wird allerdings auch durch einige Mechanismen unter Druck gesetzt. In Five Nights at Freddy’s und Ultimate Custom Night kann dem Gebäude der Strom ausgehen, wodurch die anderen Funktionen ausfallen, in Five Nights at Freddy’s 2 kann der Taschenlampe die Batterie ausgehen, in Five Nights at Freddy’s 3 können die Systeme ausfallen und müssen dann neu gestartet werden, darunter auch ein Ventilationssystem, welches in Pizzeria Simulator und Ultimate Custom Night in ähnlicher Funktionsweise alleine zurückkehrt.
Gelingt einem der Animatronics das Vordringen zum Spieler, führt er meistens einen Jump-Scare aus, bei dem er ihn angreift. Dies resultiert in einem Game-over-Bildschirm, bei einigen besonderen Animatronics stürzt stattdessen das Spiel ab oder startet sich neu. Die Gegner mit diesem Verhalten gehören meistens zu den von Fans sogenannten „Halluzinationen“. Diese bestehen aus verschiedenen, teilweise sehr seltenen Spukerscheinungen, wie dem plötzlichen Auftauchen von Bildern auf dem Computerbildschirm oder der Veränderung von an der Wand hängenden Postern ohne erkennbaren Grund, die vor allem in den ersten drei Teilen auftreten. Die meisten dieser Erscheinungen haben jedoch keinen direkten Einfluss auf den Spieler. Oftmals sind sie jedoch wichtige Hinweise, um die Handlung des Serie besser zu verstehen. Vor allem Golden Freddy, die wohl bekannteste Halluzination, ist ein sehr wichtiger Charakter der Reihe.
In jedem Teil der Serie gibt es eine Art Bonus-Level, meistens in Form zusätzlicher Nächte, die zur Gewinnung neuer Erkenntnisse über die Handlung und wegen spielerischer Herausforderungen gespielt werden können. In den ersten beiden Spielen gibt es eine sechste und siebte Nacht, wobei die sechste deutlich schwieriger als die bisherigen Nächte ist und die siebte eine sogenannte „Custom Night“, bei der der Schwierigkeitsgrad jedes Animatronics individuell eingestellt werden kann. Die „Custom Night“ ist so populär, dass eine derart gestaltete Nacht Sister Location als DLC hinzugefügt wurde und das Konzept in Ultimate Custom Night zu einem eigenständigen Spiel mit über 50 Animatronics ausgebaut wurde. Der dritte Teil enthält nur eine schwierigere sechste Nacht, während der vierte eine sechste, siebte und achte Nacht besitzt, die jeweils immer schwieriger werden. Das fünfte Spiel hat ein geheimes Ende, das in der fünften Nacht erreicht werden, sowie die bereits erwähnte, später hinzugefügte „Custom Night“ und das sechste hat mehrere geheime Enden, die auf verschiedenen Wegen erreicht werden können.
Kein Five-Nights-at-Freddy’s-Teil hat tatsächlich nur fünf Nächte. Es sind meistens sieben Nächte, die beiden letzten Nächte sind als Bonusrunden gedacht, bei denen es vorrangig um Herausforderung durch gesteigerte Schwierigkeitsgrade geht. Oft enthalten die Bonusnächte auch zusätzliche, gut versteckte Hinweise zur Hintergrundgeschichte.

## Entwicklungsgeschichte
Die Five-Nights-at-Freddy’s-Serie wurde mit der Spiel-Engine Clickteam Fusion programmiert und zunächst über die Internet-Vertriebsplattform Desura und später auch auf Steam veröffentlicht. Der erste Teil, Five Nights at Freddy’s, erschien am 8. August 2014 und wurde sofort zum Verkaufsschlager. Am 11. November 2014 kam der Nachfolger Five Nights at Freddy’s 2 heraus. Schließlich wurde am 2. März 2015 der dritte Teil der Serie, Five Nights at Freddy’s 3, veröffentlicht. Der vierte Teil, Five Nights at Freddy’s 4, wurde ursprünglich für den 31. Oktober 2015 angekündigt und als finales Kapitel bezeichnet. Dieser Termin wurde später auf den 8. August 2015 vorgezogen, am gleichen Tag wurde stattdessen für den 31. Oktober ein Gratis-DLC angekündigt. Letztlich wurde das Spiel bereits am 24. Juli 2015 veröffentlicht. Am 7. Oktober 2016 erschien Five Nights at Freddy’s: Sister Location als fünfter Spieleteil. Am 4. Dezember 2017 erschien der sechste Teil der Reihe, Freddy Fazbear’s Pizzeria Simulator.
Ein von Scott Cawthon selbst entwickelter Spieleableger zur Five-Nights-at-Freddy’s-Serie ist FNaF World, welches am 21. Januar 2016 veröffentlicht, zunächst wegen zahlreicher, schwerwiegender Mängel und Bugs zurückgenommen und schließlich am 8. Februar 2016 kostenlos wieder herausgegeben wurde. Am 13. Mai 2016 wurde ein letztes Update für das Spiel herausgegeben. Ein weiterer Ableger, Ultimate Custom Night erschien nach einer ungewöhnlich offenen Entwicklung am 27. Juni 2018, nachdem es anfangs für den 8. August 2018 vorgesehen war. Ein Virtual‐Reality‐Spiel, FNaF: Into Madness, eine Minispielsammlung, ein Augmented‐Reality‐Spiel, ein unbenanntes AAA‐Spiel und Konsolenports, sowie verbesserte Android‐ und iOS‐Versionen wurden im November 2018 angekündigt. Five Nights at Freddy’s VR: Help Wanted ist am 28. Mai 2019 erschienen, Five Nights at Freddy’s AR: Special Delivery am 25. November 2019.
Am 8. August 2019, dem fünften Jubiläum der Serie, wurde ein weiteres Spiel von Steel Wool Studios für 2020, sowie 58, ein von Cawthon allein entwickeltes Spiel angekündigt. Später wurde 58 zu Freddy in Space 2 weiterentwickelt und im Dezember 2019 veröffentlicht. Außerdem gab Cawthon Erscheinungszeiträume und einige Details über das AR‐Spiel, den Film, Into Madness, das AAA‐Spiel, die Konsolenports und die Buchserie Fazbear’s Frights bekannt.
Im Jahr 2021 wurde Five Nights at Freddy’s: Security Breach auf den Markt gebracht, welches nun im Jahr 2023 am 25. Juli einen DLC mit dem Beinamen „Ruin“ erhielt. Anschließend wurde Ende Juni 2023 der offizielle Five Nights at Freddys Film für die Kinos angekündigt. Es folgten einige Trailer, bis der Film letztendlich herauskam. Er kommt variierend nach Land zwischen dem 25. Oktober 2023 und 9. Februar 2024 in die Kinos.
Am 7. August 2024 wurde Five Nights at Freddy's: Into the Pit veröffentlicht. Das Spiel wurde von Scott Cawthon in Zusammenarbeit mit den MegaCat Studios entwickelt und ist eine Adaption des Romans Five Nights at Freddy's: Fazbear Frights 1 - In die Grube. FNaF: Into the Pit ist 2D-Grafik gehalten und eine Hommage an klassische Rollenspiele der 1980er und 1990er Jahre. Das Spiel handelt von dem 10-jährigen Mittelschüler Oswald, der von seinem Vater in dem heruntergekommenen Lokal Jeff’s Pizza abgesetzt wird und dort eine schmuddelige Bällchengrube entdeckt. Als er hineinspringt, reist er in der Zeit zurück und bringt aus der dortigen Epoche das Böse mit in seine Welt. Sein Vater wird in die Vergangenheit entführt und Oswald setzt alles daran, ihn zu retten.
Am 13. Juni 2025 wurde Five Nights at Freddy's: Secret of the Mimic veröffentlicht. Auch dieses Spiel wurde von Scott Cawthon erdacht und in Zusammenarbeit mit den Steel Wool Studios entwickelt. Das Spiel erzählt die Geschichte eines Fazbear Entertainment Mitarbeiters namens Arnold, der kurz vor einem Burnout steht und trotzdem damit beauftragt wird, in die verlassene Spielzeug- und Animatronicfabrik Murray's Costume Manor zu gehen und einen speziellen Datenträger zu bergen. Dabei deckt der Spieler die tragische Vergangenheit von Edwin Murray auf, dem geistigen Ur-Schöpfer der klassischen Animatronics und wie der böse William Afton Edwins Betrieb sabotierte, um an die Animatronics und deren KI-Programme zu gelangen. Gleichzeitig wird Arnold von Mimic verfolgt, einem futuristischen Endoskelett mit nicht minder futuristischer KI.

## Spielekritiken und Erfolge
| Spiel                                     | GameRankings | Metacritic |
| ----------------------------------------- | ------------ | ---------- |
| Five Nights at Freddy’s                   | 85,00 %      | 78/100     |
| Five Nights at Freddy’s 2                 | 66,25 %      | 62/100     |
| Five Nights at Freddy’s 3                 | 73,60 %      | 68/100     |
| Five Nights at Freddy’s 4                 | 70,00 %      | 51/100     |
| Five Nights at Freddy’s: Sister Location  | 65,00 %      | 62/100     |
| Five Nights at Freddy’s VR: Help Wanted   | 75,00 %      | 80/100     |
| Five Nights at Freddy’s: Security Breach  | 67,00 %      | 58/100     |
| Five Nights at Freddy’s VR: Help Wanted 2 | 80,00 %      | 86/100     |
| Five Nights at Freddy’s: Into The Pit     | 89,00 %      | 87/100     |

### Kritiken und Reviews
- Five Nights at Freddy’s: Bereits der erste Spieleteil wurde von Profispielern und Spielekritikern, wie zum Beispiel Joel Couture und Omri Petitte, überwiegend positiv bewertet.[19] Bei Metacritic, einer Website für Medienbewertungen, erzielte das Spiel eine Bewertung von 78 %,[20] bei GameRankings, einem anderen Aggregator-Dienst, erreichte es einen Wertungsschnitt von 85 %.[21] Spielekritiker Justin Clark bewertete das Spiel für das Onlinemagazin GameSpot mit „great!“ (deutsch „großartig!“) und vergab 8 von 10 möglichen Punkten.[22] Auf der Website PC Gamer erhielt Five Nights at Freddy’s eine Bewertung von 80 %.[23] Das auf Handyspiele spezialisierte Onlineportal Pocketgamer verlieh der Android-Version von Five Nights at Freddy’s einen Gold Award und vergab 9 von 10 möglichen Punkten.[24] Spieletester Patrick Slater bezeichnete es als „ein cleveres Schreck-Fest, welches Jump-Scares mit knöchelbeißender Spannung ausbalanciert“.[25]
- Five Nights at Freddy’s 2: FNaF 2 erhielt durchwachsene Kritiken. Die Spielereview-Plattform Gamerankings.com vergab 66 % von möglichen 100 %, basierend auf bislang vier unabhängigen Reviews.[26] Für die iOS-Version vergab Gamerankings.com bislang 73 % von möglichen 100 %, basierend auf drei unabhängigen Reviews.[27] Spielekritiker Nick Rowen lobte besonders das beim Durchspielen aufkommende Gefühl, einem „beklemmenden Katz-und-Maus-Spiel hilflos ausgeliefert“ zu sein. Er hob außerdem positiv hervor, dass es Spaß mache, anderen Spielern zuzusehen, wenn sie „wie kleine Mädchen bei jedem Jump-scare kreischen“. Rowen vergab dem Spiel 7 von 10 möglichen Punkten.[28]
- Five Nights at Freddy’s 3 wurde nur mäßig bewertet. Das Gamerportal Game Rankings verlieh dem Spiel eine Wertung von 73,60 %.[29] In einem Review auf PC Gamer erhielt das Spiel 77 Punkte.[30]
- Five Nights at Freddy’s 4 erhielt insgesamt durchschnittliche Kritiken. Die Spielewebsite Gamerankings.com verlieh dem Spiel 70 %. Andere Websites, wie zum Beispiel TouchArcade (3 von 5 Sternen), 148Apps (3,5 von 5 Sternen) und Gamezebo (4 von 5 Sternen) werten FNaF-4 ebenfalls positiv.[31] Spielekritiker, wie zum Beispiel Nick Rowen, zeigten sich weniger gnädig und kritisierten vor allem, dass FNaF-4 einfallslos und unkreativ sei. Außerdem seien Spielemechanik und Charakterdesign zu sehr an den ersten Spieleteil angelehnt, was FNaF-4 enttäuschend vorhersehbar mache. Zu guter Letzt bemängelte Rowen, dass auch FNaF-4 – storytechnisch – nicht in der Lage sei, altbekannte Rätsel und Theorien um die Hintergrundgeschichte der Five-Nights-at-Freddy’s-Saga aufzuklären und stattdessen nur noch mehr Gerüchte geschaffen habe.[32]
- Five Nights at Freddy’s: Sister Location: FNaF: SL wurde überwiegend positiv bewertet, allerdings nicht so positiv wie beispielsweise Five Nights at Freddy’s und Five Nights at Freddy’s 4. Auf der Website Gamerankings erhielt das Spiel 65 %[33], auf Destructoid.com erhielt das Spiel eine Wertung von 6/10. Gelobt wurde die düstere Atmosphäre des Spiels, sowie die abwechslungsreichen Aufgaben, die der Spieler als Nachttechniker zu lösen hat. Kritisiert wurde hingegen das Ungleichgewicht an Schwierigkeitsgraden und Jumpscares zwischen den einzelnen Nächten. Außerdem wirkten einige schwarz-humoristische Momente (wie z. B. HandUnits gehässige Kommentare) seltsam deplatziert.[34]
- Freddy Fazbear’s Pizzeria Simulator: FFPS wurde überwiegend positiv aufgenommen. Die Kostenlosigkeit des Spiels wurde positiv hervorgehoben. Kritisiert wurde hingegen, dass die Wirtschaftssimulations‐ und Survival‐Horror‐Teile des Spiels thematisch nicht zueinander passten. Auf Metacritic hat das Spiel eine Wertung von 7,5 von 10 basierend auf den Nutzerbeurteilungen.[35]
- Five Nights at Freddy’s VR: Help Wanted: Die Bewertungen für Help Wanted fallen weitestgehend positiv aus. Der hohe Horrorfaktor des Spiels sowie die Varietät an Gameplay werden besonders betont. Es wird des Öfteren als „bisher bester Teil der Serie“ bezeichnet. Kritisiert wird hingegen die Steuerung, die stellenweise ungenau und zögerlich ist. Die Wertung basierend auf Metacritic ist 80 %.[36]
- Five Nights at Freddy’s: Security Breach: Security Breach wird aktuell positiver bewertet, als im damaligen Release-Status (wo es schlecht bis mittelmäßig bewertet wurde). Grund für die anfänglichen Negativ-Bewertungen waren zahlreiche Programmierungs- und Grafikfehler, die das Spiel häufig abstürzen oder „einfrieren“ ließen. Daraufhin waren die Spieleentwickler gezwungen, wiederholt Verbesserungsupdates herauszubringen.[37][38] Auf der Plattform Metacritic erhielt das Spiel von der Community eine Bewertung von 58/100[39], auf der Videospiel-Verkaufsplattform Steam hingegen lautet die aktuelle Bewertung "Sehr positiv".[40][41]
- Five Nights at Freddy’s VR: Help Wanted 2: Help Wanted 2 wird und wurde meist positiv bewertet. Auf der Verkaufsplattform Steam erhielt es die Bewertung "Sehr Positiv".[42] Auf Metacritic erhielt das Spiel eine Bewertung von 86/100.[43]
- Five Nights at Freddy’s: Into the Pit: FNaF: Into the Pit wurde und wird recht positiv bewertet. Auf der Internetplattform Metacritic erhielt das Spiel eine Bewertung von 87/100,[44] auf der Plattform Game Rant werden Grafik, Effekte und Storydesign gelobt.[45] Die Kritikerwebseite ComicBook hebt positiv hervor, dass das Spiel sich fast wortgetreu an die Romanvorlage hält.[46]
- Five Nights at Freddy’s: Secret of the Mimic: Spielekritiken fallen bislang überwiegend positiv aus. Auf Metacritic erfährt das Spiel eine Bewertung von 8,2/10 basierend auf aktuell 84 Stimmen.[47] Auf Steam erfährt das Spiel eine Gesamtbewertung von 85 % bei aktuell 6.147 Stimmen.[48]

### Kommerzieller Erfolg
Gemäß aktuellen statistischer Aufstellungen Spiele verkaufender Portale wie Steam und Twitch wurde Five Nights at Freddy’s bis Juni 2015 täglich bis zu 4694 Mal via iPhone und PC heruntergeladen, dies ergibt eine ungefähre Tageseinnahme von 12.880,00 $ (entspricht etwa 11.560,00 Euro). Scott Cawthon spendete dem St. Jude Children’s Research Hospital (eine vielzitierte Kinderklinik in Memphis, Tennessee, die speziell Kinder mit Krebs- und Leukämie-Leiden behandelt), eine Summe von 256.500,00 US-Dollar. Wäre die Five-Nights-at-Freddy’s-Serie nicht ein solcher Überraschungserfolg geworden, hätte Scott Cawthon nach eigener Aussage seine berufliche Karriere als Spieledesigner aufgeben müssen.

### Adaptionen und Parodien
Ähnlich wie die fiktive Figur „Slender Man“, so haben inzwischen auch sämtliche Teile der Five-Nights-at-Freddy’s-Serie Eingang in das populäre Indie-Open-World-Spiel „Minecraft“ gefunden. Dort können Spieler wahlweise im Einzel- oder Multiplayermodus eine dreidimensionale Nachbildung von „Freddy Fazbear’s Pizzeria“ erkunden, wobei sie den Animatronics ausweichen müssen. Ein ähnlicher Spieleableger ist Five Nights at Freddy’s – Gmod. Der sogenannte „Garry’s Mod“ (so die volle Bezeichnung) ist ein Spieleserver, der diverse Spiele in 3D-Animationen umwandelt und Einzelspielermodi und Multispielermodi anbietet. Der Spieler kann Five Nights at Freddy’s somit nun auch dreidimensional spielen. Genau wie im Originalspiel, so müssen die Abenteurer den Animatronics entkommen, sie können sich aber auch gegenseitig „bekriegen“. Zudem gibt es humoristische Versionen der ersten drei Teile als RPG-Horror-Game unter dem Namen Five Nights at Fuckboy’s.

### Fandom
Die Five-Nights-at-Freddy’s-Spieleserie genießt besonders in den USA große Popularität. Spielekritiker, wie zum Beispiel Rob Gordon, bezeichnen sie als einen „großen Überraschungserfolg unter den Videospielen der letzten Jahre“. Die unerwartete Beliebtheit des Spiels gründet dabei vorrangig auf einer nahezu explosionsartig anwachsenden Fangemeinde. Spielefans aller Alters- und Gesellschaftsklassen haben inzwischen weltweit Internetforen gegründet und/oder treffen sich auf öffentlichen Diskussionsforen, um sich auszutauschen oder ihre Begeisterung auszuleben. Dies äußert sich unter anderem in Fan-Arts, wieder Andere drücken ihre Begeisterung durch sogenanntes Cosplay aus, bei dem sie sich als einer der Animatronics verkleiden. Das Phänomen wurde (und wird) besonders in der US-amerikanischen Gesellschaft kritisiert. Hauptaugenmerk der Kritiken ist dabei jener Teil der Fangemeinde, deren Mitglieder äußerst aggressiv und unreif auf jede Art von Kritik gegen die Spieleserie oder gegen ihren Schöpfer, Scott Cawthon, reagieren.
Auf dem Videoportal YouTube entwickeln sich sogenannte Let’s-Play-Videos zu allen Five-Nights-at-Freddy’s-Teilen zu einem regelrechten Hype. Einige Let’s-Play-Videos verzeichneten innerhalb eines Monats mehr als eine Million Aufrufe, die höchste Aufrufzahl mancher Videos liegt aktuell bei über 17 Mio. Klicks. Spielekritiker, wie zum Beispiel Nick Rowen, vermuten als einen möglichen Grund für den Hype einen gewissen Reiz, professionellen YouTubern dabei zuzusehen, wie sie sich während des Spielens erschrecken. Das Motiv wäre in diesem Falle Schadenfreude. Für viele Zuschauer sei es aber auch so, als ob sie einen Horrorfilm schauten und dabei förmlich mitfieberten: Zuschauer, die das Spiel schon selber gespielt haben, würden dem YouTuber liebend gerne Warnungen zurufen, um ihm einen Jumpscare oder ein Game over zu ersparen (wie die Videokommentare nahelegen). Die hohe Anzahl und der geschickte Einsatz von Jumpscares in Five Nights at Freddy’s tue sein Übriges.
Der überraschende und überwältigende Erfolg der Five-Nights-at-Freddy’s-Serie schlägt sich auch in zahlreichen, von Fans kreierten Spielederivaten nieder. Am bekanntesten ist Five Nights at Candy’s, das sehr stark der Originalserie nachempfunden ist. Ebenfalls bekannt sind unter anderem Those Nights at Rachel’s, The Joy of Creation und One Night at Flumpty's.

### Merchandising
Der Erfolg der Serie hat zu einem florierenden Merchandising geführt. Weltweit verkaufen Spielzeughersteller wie zum Beispiel Funko und McFarlane Toys Plüsch- und Action-Figuren, Schlüsselanhänger und sogar Brettspiele und Cerealien.

### Umsetzungen in anderen Medien
Scott Cawthon hat zwischenzeitlich drei Romane veröffentlicht, die von der Spielereihe inspiriert sind. Nach eigener Aussage sind sie jedoch nicht Teil des eigentlichen Spielekanons. Das erste Werk erschien am 17. Dezember 2015 unter dem Titel Five Nights at Freddy’s: Die silbernen Augen (Original: Five Nights at Freddy’s: The Silver Eyes), der zweite Teil erschien am 27. Juni 2017 und trägt den Titel Five Nights at Freddy’s: Durchgeknallt (Original: Five Nights at Freddy’s: The Twisted Ones). Am 26. Juni 2018 erschien der letzte Teil der Trilogie, Five Nights at Freddy’s: Der vierte Schrank (Original: Five Nights at Freddy’s: The Fourth Closet).
Außerdem sind zwei weitere Bücher über die Spielereihe erschienen: Five Nights at Freddy’s: The Freddy Files erschien am 29. August 2017, es ist ein Lösungsbuch für die fünf ersten Teile der Videospielreihe. Five Nights at Freddy’s: Survival Logbook erschien am 26. Dezember 2017, es ist als Kinderbuch aufgebaut, enthält aber versteckt viele Hinweise über die Handlung der Spiele. Five Nights at Freddy’s: The Freddy Files erschien am 25. Juni 2019 mit zusätzlichen Informationen über die restlichen Teile der Reihe. Eine Serie von fünf Büchern, die jeweils drei, im FNaF‐Universum spielende Kurzgeschichten erzählen, erscheint seit Dezember 2019. Sie heißt Fazbear's Frights, wurde zuerst jedoch als Twisted Tales angekündigt. Das erste Buch dieser Reihe, Into The Pit, erschien am 26. Dezember 2019, das zweite, Fetch, erschien am 3. März 2020. Das dritte Buch heißt 1:35 AM und erschien am 5. Mai 2020, das vierte Buch, Step Closer, am 7. Juli 2020.
Am 26. Dezember 2019 wurde Five Nights at Freddy’s: Die silbernen Augen als Graphic Novel veröffentlicht.
Seit 2017 veröffentlicht der Panini Verlag einige der Bücher in Deutscher Übersetzung. Die Übersetzungen werden von Robert Mountainbeau (Trilogie) und Anke Bondy (Fazbear Frights) verfasst.
Unter der Regie von Emma Tammi entstand 2023 der Horrorfilm Five Nights at Freddy’s. Das Drehbuch verfassten Spieleautor Scott Cawthon, Regisseurin Emma Tammi und Seth Cuddeback. Die Hauptrollen übernahmen Josh Hutcherson, Elizabeth Lail und Matthew Lillard.